# حيز حركي

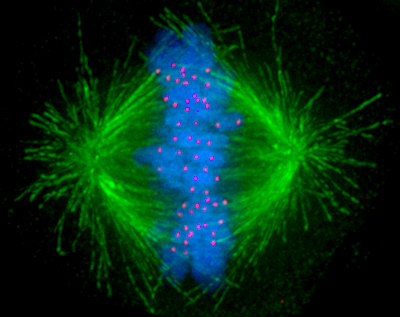
صورة من خلية في الإنسان تُظهر الأُنَيْبِيْب باللون الأخضر، الكروموسومات (دنا) بالأزرق، والحيز الحركي باللون الزهري.

الحيز الحركي أو القسيم الحركي، الكينيتيكور (بالإنجليزية: Kinetochore)‏ هو تركيبة بروتينية معقدة قُرصية الشكل، تكون مرتبطة بالكروماتيدات المتضاعفة في الخلايا الحقيقية النواة. مهمته الأساسية تأتي عندما تتصل به الأَلْيافٌ المِغْزَلِيَّة  أثناء الانقسام المتساوي للنواة لكي تتمكن من سحب الكروماتيدات الشقيقية إلى قطبي الخلية. يتواجد الحيز الحركي في القطعة المركزية على كل كروماتيد. في معظم الخلايا الحيوانية، تتألف الكروموسومات من كروماتيدين شقيقين مرتبطين بواسطة السنترومير، ولذلك فإن هناك حيزيين حركيين في منطقة السنترومير في اتجاهات معاكسة.
تكمن المهمة الرئيسية للحيز الحركي في تحريك الكروموسومات أثناء عملية الانقسام المتساوي والمنصف. كل كروموسوم لديه حيزان حركييان. ولذلك فإن الحيز الحركي جوهري من أجل فصل الكروموسومات بشكل صحيح في مرحلة طور الانفصال وترصيفها قبل ذلك في مرحلة طور الاستواء.
الأُنَيبيبات التي تربط الكروموسوم تُدعى أُنَيبوبات الحيز الحركي. ألياف الحيز الحركي تمتد من منطقته وتربط الكروموسومات بألياف المغزل. هذه الألياف تعمل معاً لتفصل الكروموسومات أثناء انقسام الخلية.
تتشكل الحيزات الحركية في القطعة المركزية، أي السنترومير، على كل كروموسوم متضاعف. يتألف الحيز الحركي من منطقة داخلية (تُدعى الحيز الحركي الداخلي) ومنطقة خارجية (تُدعى الحيز الحركي الخارجي). المنطقة الداخلية تكون مرتبطة بحمض نووي صبغي (chromosomal DNA). في حين أن المنطقة الخارجية ترتبط بالألياف المغزلية.
عندما تتشكل المنطقة الخارجية للحيز الحركي، تكون فعالة فقط أثناء الانقسام المتساوي والمنصف، في حين أن الحيز الحركي الداخلي يبقى طوال دورة الخلية.
بناءً على الأصناف المتنوعة، تختلف أعداد الأنيبيات المرتبطة بالحيز الحركي. في خلايا الإنسان يوجد حوالي 15 أُنَيْبِيْب يتصل بالحيز الحركي.
أثناء دورة الخلية، يلعب الحيز الحركي دوراً هاماً في تدقيق مراحل محددة من انقسام الخلية لتأكيد حدوث عملية الانقسام بشكل نموذجي وصحيح.
أحد عمليات التدقيق هي التأكد أن الألياف المغزلية مرتبطة بالحيز الحركي للكروموسومات. يجب أن يكون الحيز الحركي لكل كروموسوم مرتبط بالأنيبيات من أقطاب المغزل المقابلة. إذا لم يتحقق ذلك، فستأخذ الخلية عدداً غير صحيحاً من الكروموسومات. عندما يتم اكتشاف أي أخطاء، يتم توقيف العملية حتى يتم تصحيح الأخطاء. إذا لم يتم معالجة الأخطاء، تُدمر الخلية نفسها بعملية تسمى الاستماتة.